# .fj
.fj is het landelijk topleveldomein voor Fiji en werd geïntroduceerd in 1992.

## Gebruik
- ac.fj
- biz.fj
- com.fj
- info.fj
- mil.fj
- name.fj
- net.fj
- org.fj
- pro.fj